# Jaka Ihbeisheh
Jaka Ihbeisheh (Lubiana, 29 agosto 1986) è un ex calciatore palestinese, di ruolo difensore.

## Carriera

### Club
Ha sempre giocato nel campionato sloveno.

### Nazionale
Ha esordito in nazionale nel 2014, venendo convocato per la Coppa d'Asia 2015.